# Casarola (Monchio delle Corti)
(Attilio Bertolucci, dall’intervista di V. Varesi, Gazzetta di Parma, 9 agosto 1989)
Casarola è una frazione di circa 80 abitanti del comune di Monchio delle Corti, in provincia di Parma.

## Storia
In questo paese dell'alta val Bratica nacque il padre del poeta Attilio Bertolucci, che conobbe Casarola per la prima volta negli anni '20, quando raggiunse a piedi attraverso una mulattiera la casa paterna dopo avere preso un tram a vapore per Langhirano e poi una corriera fino a Monchio. 
Casarola diventa nel 1943 per un breve periodo l'abitazione di Attilio che, nel frattempo, si era sposato con Ninetta Giovanardi ed aveva avuto i due figli Bernardo e Giuseppe. Gli eventi della guerra spingono la famiglia Bertolucci ad allontanarsi dalla città per trovare rifugio a Casarola, sebbene la casa fosse abbandonata da tempo. Ma le divisioni delle SS raggiungono anche quel posto sperduto dell'Appennino parmense, con un rastrellamento feroce che Bertolucci descrive mescolando particolari realistici ad osservazioni più profonde nel romanzo in versi La camera da letto.
Da quando il poeta nel 1951 si trasferisce a Roma, Casarola, dopo ampi lavori di ristrutturazione, diventa meta estiva e farà da sfondo alla prima pellicola di Bernardo, girata con una cinepresa a 16 millimetri nel 1956.
Il 4 agosto 2007 a Casarola è stata inaugurata la Casa delle ciliegie, un centro polivalente all'interno del Parco dei Cento Laghi che rappresenta un luogo privilegiato per lo studio e la memoria di Attilio Bertolucci. Ogni anno in occasione del Festival della Poesia di Parma vengono organizzate in questa sede giornate dedicate alla poesia di Bertolucci. Nel 2011, in occasione del centenario della nascita del poeta, sono state presentate le Pagine di pietra: un percorso in diciannove tappe che parte dalla casa di Attilio, oggi visitabile, per arrivare al cimitero del paese seguendo un itinerario scandito da altrettante lastre in pietra che, sui muri delle case, come in un libro aperto, riportano versi scelti delle sue poesie.